# Austrian International 2022
Die Austrian International 2022 (auch Austrian Open 2022) fanden vom 26. bis zum 29. Mai 2022 in Graz statt. Es war die 51. Austragung dieser offenen internationalen Meisterschaften von Österreich im Badminton.

## Sieger und Platzierte
| Disziplin    | Gold                         | Silber                                  | Bronze                          |
| ------------ | ---------------------------- | --------------------------------------- | ------------------------------- |
| Herreneinzel | Yeoh Seng Zoe                | Magnus Johannesen                       | Chen Chi-ting                   |
| Herreneinzel | Yeoh Seng Zoe                | Magnus Johannesen                       | Lee Chia-hao                    |
| Dameneinzel  | Hsu Wen-chi                  | Sung Shuo-yun                           | Lin Hsiang-ti                   |
| Dameneinzel  | Hsu Wen-chi                  | Sung Shuo-yun                           | Smit Toshniwal                  |
| Herrendoppel | Lin Yu-chieh Su Li-wei       | William Kryger Boe Christian Faust Kjær | Liao Chao-pang Lin Chia-yu      |
| Herrendoppel | Lin Yu-chieh Su Li-wei       | William Kryger Boe Christian Faust Kjær | Su Ching-heng Ye Hong-wei       |
| Damendoppel  | Lee Chia-hsin Teng Chun-hsun | Julie Finne-Ipsen Mai Surrow            | Annabella Jäger Leona Michalski |
| Damendoppel  | Lee Chia-hsin Teng Chun-hsun | Julie Finne-Ipsen Mai Surrow            | Rachel Andrew Sarah Sidebottom  |
| Mixed        | Ye Hong-wei Lee Chia-hsin    | Su Li-wei Chang Ching-hui               | Lucas Corvée Sharone Bauer      |
| Mixed        | Ye Hong-wei Lee Chia-hsin    | Su Li-wei Chang Ching-hui               | Ethan van Leeuwen Chloe Birch   |